# Idaea fuscovittata
Idaea fuscovittata là một loài bướm đêm trong họ Geometridae.